# Supercoppa spagnola 2019 (pallavolo maschile)
La Supercoppa spagnola 2019 si è svolta il 5 ottobre 2019: al torneo hanno partecipato due squadre di club spagnole e la vittoria finale è andata per l'ottava volta, la quarta consecutiva, al Teruel.

## Regolamento
Le squadre hanno disputato una gara unica.

## Squadre partecipanti
| Squadra | Qualificazione                  | Ultima partecipazione    |
| ------- | ------------------------------- | ------------------------ |
| Teruel  | Vincitrice SVM 2018-19          | Supercoppa spagnola 2018 |
| Almería | Vincitrice Coppa del Re 2018-19 | Supercoppa spagnola 2018 |

## Torneo
| 5 ottobre 2019 Pab. Los Planos, Teruel Durata: 1h:28 - Spettatori: 1 200 | Teruel | 3 - 0 | Almería | 25-14, 27-25, 25-18 |